# Acord europeu relatiu al transport internacional de mercaderies perilloses per carretera
L'Acord europeu relatiu al transport internacional de mercaderies perilloses per carretera conegut habitualment per les sigles ADR (de l'anglès European Agreement concerning the International Carriage of Dangerous Goods by Road) o (del francès  Accord Europeen Relatif au Transport des Marchandises Dangereux par Route) és un acord internacional europeu per al transport de matèries perilloses per carretera basat a les recomanacions de l'ONU. Va ser adoptat a Ginebra el 30 de setembre del 1957 a instàncies de la Comissió Econòmica per a Europa de les Nacions Unides i va entrar en vigor el 29 de gener del 1968. L'estat espanyol es va adherir a L'ADR el 19 d'octubre del 1972.
L'acord va ser modificat a Nova York el 21 d'agost del 1975, es va canviar l'article 14 (paràgraf 3), les modificacions van ser efectives a partir del 19 d'abril del 1985. Un nou conjunt de noves modificacions va començar a ser efectiu el primer de gener del 2007, la versió consolidada i reestructurada del document va ser publicada com a ECE/TRANS/175, Vol. I & II (ADR 2007). De fet, cada dos anys es modifica. Al nou ADR entra en vigor dia 1 de gener de cada any senar, i és d'obligat compliment a partir de dia 1 de juliol (entre dia 1 de gener i dia 1 de juliol conviuen les dues versions de l'ADR).
L'acord és força simple en el seu contingut. L'article clau és el segon, on s'estableix que a excepció de certes mercaderies excessivament perilloses, la resta de mercaderies perilloses poden ser transportades internacionalment per carretera seguint una sèrie de normes:
- L'annex A regula les mercaderies afectades, en especial el seu embalatge i etiquetatge
- L'annex B regula la construcció, l'equipament i la circulació dels vehicles que transporten mercaderies perilloses.

Segons l'ADR, les matèries perilloses es classifiquen segons les seves propietats en diferents classes:
Classe 1: Matèries i objectes explosius.
Classe 2: Gasos.
Classe 3: Líquids inflamables.
Classe 4.1: Matèries sòlides inflamables, matèries auto reactives i matèries explosives desensibilitzades sòlides.
Classe 4.2: Matèries que poden experimentar inflamació espontània.
Classe 4.3: Matèries que en contacte amb l'aigua desprenen gasos inflamables.
Classe 5.1: Matèries comburents.
Classe 5.2: Peròxids orgànics.
Classe 6.1: Matèries tòxiques.
Classe 6.2: Matèries infeccioses.
Classe 7: Matèries radioactives.
Classe 8: Matèries corrosives.
Classe 9: Matèries i objectes diversos.